# Bill Roycroft
William « Bill » Roycroft, né le 17 mars 1915 et mort le 29 mai 2011 , est un cavalier australien de concours complet d'équitation, et triple-médaillé aux Jeux olympiques dans cette discipline.

## Carrière
En 1960, lors des Jeux olympiques de Rome en 1960, il fait une chute au cours de l'épreuve de fond comptant pour le concours complet. Hospitalisé avec une fracture de l’omoplate, il sait que son absence disqualifierait son équipe. Après une nuit à l'hôpital, il reprend la compétition et son équipe remporte la médaille d'or. Il participera à trois autres olympiades et emportera deux médailles de bronze, toujours par équipe.
 Lorsqu'il remporte sa seconde médaille de bronze lors des Jeux olympiques de Montréal en 1976 à 61 ans, il devient le médaillé Australien le plus âgé. Sa meilleure performance individuelle est sixième en 1972.
 Trois de ses fils représenteront l'Australie aux Jeux Olympiques. Aux Jeux olympiques de Sydney en 2000, il fait partie des huit athlètes sélectionnés pour porter le drapeau dans le stade olympique lors de la cérémonie d'ouverture.

## Palmarès lors desJeux olympiques d'été
- Jeux olympiques d'été de 1960 à Rome ( Italie)
  -  Médaille d'or au concours par équipe.
- Jeux olympiques d'été de 1968 à Mexico ( Mexique)
  -  Médaille de bronze au concours par équipe.
- Jeux olympiques d'été de 1976 à Montréal ( Canada)
  -  Médaille de bronze au concours par équipe.